# Going Back Home
Going Back Home es un álbum de estudio de los músicos británicos Wilko Johnson y Roger Daltrey, publicado por la compañía discográfica Chess Records en marzo de 2014. El disco incluyó diez composiciones de Johnson y una versión del tema de Bob Dylan «Can You Please Crawl Out Your Window?».
Going Back Home obtuvo un notable éxito en el Reino Unido al alcanzar el tercer puesto de la lista UK Albums Chart, el mejor registro de la carrera en solitario de Daltrey y la mejor posición desde el álbum de The Who Face Dances, que llegó al número dos en 1981. También supuso el mayor éxito comercial de Johnson desde el lanzamiento del álbum de Dr. Feelgood Stupidity, que llegó al número uno de la misma lista en 1976.

## Trasfondo
Johnson y Daltrey decidieron trabajar juntos después de coincidir en una ceremonia de entrega de premios en 2010 y establecer una rápida amistad. Daltrey comentó: «Resultó que a los dos nos encantaba Johnny Kidd & the Pirates. Habían sido una gran influencia en nuestras respectivas bandas. Ese sonido pesado, respaldando a un cantante, es una institución británica. Nadie lo hace mejor que nosotros».
Johnson fue diagnosticado con un cáncer de páncreas terminal en enero de 2013, pero se mantuvo lo suficientemente bien como para seguir adelante con la colaboración tras el fin de una gira mundial de The Who. Going Back Home fue grabado en apenas una semana en noviembre de 2013. Según Johnson: «Roger se levantó y dijo: "Vamos a hacerlo". Conocía este pequeño y encantador estudio llamado Yellow Fish en Uckfield. Un nombre desafortunado para un lugar, pero un gran estudio». La lista de canciones de Going Back Home fue desvelada el 22 de febrero de 2014.

## Lista de canciones
Todas las canciones escritas y compuestas por Wilko Johnson excepto donde se anota. 
| N.º | Título                                  | Escritor(es)                                      | Duración |  |
| 1.  | «Going Back Home»                       | Wilko Johnson, Mick Green                         | 4:00     |  |
| 2.  | «Ice on the Motorway»                   |                                                   | 2:50     |  |
| 3.  | «I Keep It to Myself»                   |                                                   | 3:21     |  |
| 4.  | «Can You Please Crawl Out Your Window?» | Bob Dylan                                         | 3:37     |  |
| 5.  | «Turned 21»                             |                                                   | 3:06     |  |
| 6.  | «Keep On Loving You»                    |                                                   | 2:57     |  |
| 7.  | «Some Kind of Hero»                     | Wilko Johnson, Norman Watt-Roy, Salvatore Ramundo | 2:25     |  |
| 8.  | «Sneakin' Suspicion»                    |                                                   | 3:45     |  |
| 9.  | «Keep It Out of Sight»                  |                                                   | 2:43     |  |
| 10. | «Everybody's Carrying a Gun»            |                                                   | 2:55     |  |
| 11. | «All Through the City»                  |                                                   | 2:50     |  |

## Personal
- Wilko Johnson: guitarra principal
- Roger Daltrey: voz y guitarra acústica
- Norman Watt-Roy: bajo
- Dylan Howe: batería
- Mick Talbot: piano y órgano Hammond
- Steve Weston: armónica

## Posición en listas
| País                      | Lista               | Posición |
| ------------------------- | ------------------- | -------- |
| Bélgica (Región Valona)   | Ultratop 200 Albums | 46       |
| Bélgica (Región Flamenca) | Ultratop 200 Albums | 97       |
| Finlandia                 | Top 50 Albums       | 29       |
| Francia                   | SNEP Albums         | 117      |
| Reino Unido               | UK Albums Chart     | 3        |
| Suiza                     | Hit Parade Top 100  | 56       |

## Certificaciones
| Fecha               | País        | Organismo certificador | Certificación | Ventas certificadas |
| ------------------- | ----------- | ---------------------- | ------------- | ------------------- |
| 20 de junio de 2014 | Reino Unido | BPI                    | Oro           | 100 000             |